# Sadaijin
Sadaijin (左大臣?), traducido como el Ministro de la Izquierda, fue una posición gubernamental en Japón a finales de la era Nara y durante la era Heian. Fue creado en 702 por el Código Taihō y formaba parte del Daijō-kan (Departamento de Estado).
El sadaijin fue el ministro Superior de Estado, estaba sobre todas las ramas del Departamento de Estado junto con el Udaijin (Ministro de la Derecha) que era su asistente.
Dentro del Daijō-kan, el sadaijin era el segundo tras el Daijō Daijin (Canciller del Reino) en poder e influencia. Frecuentemente, un miembro del clan Fujiwara podía tomar la posición para ayuda a justificar y ejercer el poder e influencia en la familia.
La posición de sadaijin, junto con el resto de la estructura del Daijō-kan, perdió gradualmente poder entre los siglos X y XI, con la dominación del clan Fujiwara en la política, quedando obsoleto en el siglo XII, cuando el clan Minamoto tomó el control del país, desapareciendo completamente con la Restauración Meiji.

## Lista de sadaijin
1. Abe no Uchimaro (645 - 649)
2. ?? (649 - 658)
3. Soga no Akae (671 - 672)
4. ?? (690 - 701)
5. Isonokami no Maro (708 - 717)
6. Nagaya (724 - 729)
7. Fujiwara no Muchimaro (737)
8. Tachibana no Moroe (743 - 756)
9. Fujiwara no Toyonari (757)
10. Fujiwara no Nakamaro (758 - 760)
11. Fujiwara no Toyonari (765)
12. Fujiwara no Nagate (766 - 771)
13. Fujiwara no Uona (781 - 782)
14. Fujiwara no Tamaro (783)
15. Fujiwara no Fuyutsugu (825 - 826)
16. Fujiwara no Otsugu (832 - 843)
17. Minamoto no Tokiwa (844 - 854)
18. Minamoto no Makoto (857 - 868)
19. Minamoto no Tooru (872 - 895)
20. Fujiwara no ?? (896)
21. Fujiwara no Tokihira (899 - 909)
22. Fujiwara no Tadahira (924 - 935)
23. Fujiwara no Nakahira (937 - 945)
24. Fujiwara no Saneyori (947 - 967)
25. Minamoto no Takaakira (967 - 969)
26. Fujiwara no Morotada (969)
27. Fujiwara no ?? (970)
28. Minamoto no Kaneakira (971 - 977)
29. Fujiwara no Yoritada (977 - 978)
30. Minamoto no Masanobu (978 - 993)
31. Minamoto no ?? (994 - 995))
32. Fujiwara no Michinaga (996 - 1016)
33. Fujiwara no Akimitsu (1017 - 1021)
34. Fujiwara no Yorimichi (1021 - 1061)
35. Fujiwara no Norimichi (1061 - 1069)
36. Fujiwara no Morozane (1069 - 1083)
37. Minamoto no Toshifusa (1083 - 1121)
38. Fujiwara no Tadamichi (1122 - 1128)
39. Fujiwara no Ietada (1131 - 1136)
40. Minamoto no Arihito (1136 - 1147)
41. Fujiwara no Yorinaga (1149 - 1155)
42. Tokudaiji Saneyoshi (1156 - 1157)
43. Fujiwara no Koremichi (1157 - 1160)
44. Konoe Motozane (1160 - 1161)
45. Matsudo no Motofusa (1165 - 1166)
46. Fujiwara no Tsunemune (1166 - 1189)
47. Tokudaiji Sanesada (1189 - 1190)
48. Fujiwara no ?? (1190 - 1197)
49. Fujiwara no Kanemasa (1197 - 1199)
50. Kujō Yoshitsune (1199 - 1204)
51. Konoe Iezane (1204 - 1207)
52. Kujō Michiie (1218)
53. Konoe Ie?? (1221 - 1224)
54. Tokudaiji ?? (1224 - 1227)
55. Kujō ?? (1227 - 1229)
56. Kujō Norizane (1231 - 1235)
57. Konoe ?? (1235 - 1238)
58. Nijō Yoshizane (1238)
59. Ichijō Sanetsune (1244)
60. Takatsukasa Tanehira (1244 - 1252)
61. ?? (1261 - 1263)
62. Ichijō Sanetsune (1263)
63. Konoe ?? (1265 - 1268)
64. Takatsukasa ?? (1268 - 1269)
65. Ichijō ?? (1269 - 1275)
66. Kujō Tadanori (1288)
67. Takatsukasa ?? (1291)
68. Nijō ?? (1296)
69. Takatsukasa Fuyu?? (1302 - 1309)
70. Konoe Ie?? (1309)
71. Nijō Michihira (1313)
72. Konoe ?? (1316 - 1318)
73. Tōin ?? (1319 - 1322)
74. Kujō ?? (1322 - 1323)
75. Tōin ?? (1324)
76. Konoe ?? (1331 - 1333)
77. Konoe Tsunetada (1335 - 1337)
78. Ichijō Tsunemichi (1337 - 1339)
79. Kujō ?? (1339 - 1342)
80. Tōin Kinkata (1343 - 1348)
81. Kujō Tsunenori (1349 - 1360)
82. Konoe ?? (1361)
83. Takatsukasa ?? (1362)
84. Nijō ?? (1370)
85. Nijō ?? (1378)
86. Ashikaga Yoshimitsu (1382 - 1388, 1392 - 1393)
87. Ichijō Tsunetsugu (1394)
88. Konoe ?? (1402)
89. Nijō ?? (1409 - 1410)
90. Kujō ?? (1418 - 1419)
91. Tokudaiji ?? (1419 - 1420)
92. Ichijō Kaneyoshi (1429)
93. Ashikaga Yoshinori (1432 - 1438)
94. Konoe ?? (1438)
95. Takatsukasa ?? (1446 - 1455)
96. Tōin ?? (1455 - 1457)
97. Ichijō Norifusa (1457 - 1458)
98. Ashikaga Yoshimasa (1460 - 1467)
99. Nijō ?? (1468)
100. Takatsukasa ?? (1475)
101. Konoe ?? (1479 - 1488)
102. Takatsukasa ?? (1515 - 1519)
103. Sanjō Kinyori (1546)
104. Ichijō ?? (1553 - 1554)
105. Saionji ?? (1554)
106. Konoe Sakihisa (1554 - 1557)
107. Kujō ?? (1576 - 1577)
108. Ichijō ?? (1577)
109. Nijō Akizane (1584)
110. Konoe Nobutada (1585 - 1592)
111. Toyotomi Hidetsugu (1592 - 1595)
112. Kujō ?? (1600 - 1601)
113. Konoe Nobutada (1601 - 1605)
114. Takatsukasa ?? (1606 - 1608)
115. Kujō Yukiie (1612 - 1614)
116. Takatsukasa ?? (1614 - 1620)
117. Konoe Nobuhiro (1620 - 1629)
118. Tokugawa Iemitsu (1626)
119. Ichijō ?? (1629 - 1632)
120. ?? (1632)
121. Nijō ?? (1632 - 1637)
122. Takatsukasa ?? (1640 - 1641)
123. Kujō ?? (1642 - 1647)
124. Konoe Hisatsugu (1647 - 1652)
125. Nijō ?? (1652 - 1658)
126. Sanjō ?? (1660 - 1661)
127. ?? (1661 - 1663)
128. Takatsukasa ?? (1663 - 1667)
129. Saionji Saneharu (1667 - 1668)
130. Tokudaiji ?? (1668 - 1669)
131. ?? (1670 - 1671)
132. Kujō ?? (1671 - 1677)
133. Konoe Motohiro (1677 - 1690)
134. Takatsukasa ?? (1690 - 1704)
135. ?? (1704)
136. Konoe Iehiro (1704 - 1708)
137. Kujō ?? (1708 - 1715)
138. Sanjō ?? (1715)
139. Nijō ?? (1715 - 1722)
140. Konoe Iehisa (1722 - 1726)
141. Nijō ?? (1726 - 1737)
142. Ichijō Kaneyoshi (1737 - 1745)
143. Saionji ?? (1745)
144. Ichijō ?? (1745 - 1748)
145. ?? (1748 - 1749)
146. Konoe Uchisaki (1749 - 1759)
147. Kujō Naozane (1759 - 1778)
148. Takatsukasa Sukehira (1778 - 1787)
149. Ichijō ?? (1787 - 1791)
150. Takatsukasa Masahiro (1791 - 1796)
151. Nijō ?? (1796 - 1814)
152. Ichijō ?? (1814 - 1815)
153. Konoe ?? (1815 - 1820)
154. Takatsukasa Masamichi (1820 - 1824)
155. Tokugawa Ienari (1822 - 1827)
156. Nijō ?? (1824 - 1847)
157. Tokugawa Ieyoshi (1837 - 1853)
158. Kujō Hisatada (1847 - 1857)
159. Konoe Tadahiro (1857 - 1859)
160. Ichijō ?? (1859 - 1863)
161. Nijō Nariyuki (1863 - 1867)
162. Konoe Tadafusa (1867)
163. Kujō Michitaka (1867 - 1869)
164. Tokugawa Iesato (1869)
165. Shimazu Hisamitsu (1874 - 1875

- Datos: Q949008